# إنريكي جبريل ميزا
إنريكي جبريل ميزا (بالإسبانية: Enrique Gabriel Meza)‏ (28 نوفمبر 1985 في باراغواي - ) هو مدرب كرة قدم ولاعب كرة قدم باراغواياني في مركز الدفاع. شارك مع منتخب باراغواي لكرة القدم. أما مع النوادي، فقد لعب مع أتليتيكو توكومان وأوليمبيا أسونسيون ونادي ديجون ونادي سبورت ريسيفه ونادي شابيكوينسي وناسيونال أسونسيون وجوفينتود ونادي سول دي أميريكا.

## وصلات خارجية
- إنريكي جبريل ميزا على موقع قاعدة بيانات كرة القدم.إي يو (الإنجليزية)
- إنريكي جبريل ميزا على موقع ناشيونال فوتبول تيمز (الإنجليزية)
- إنريكي جبريل ميزا على موقع Soccerway.com (الإنجليزية)
- إنريكي جبريل ميزا على موقع عالم كرة القدم.نت (الإنجليزية)